# Franz Josef Brecht
Franz Josef Brecht (* 16. März 1899 in Ühlingen; † 23. September 1982 in Mannheim) war ein deutscher Professor für Philosophie. Er war maßgeblich am Standardwerk Geschichte der Philosophie beteiligt. Sein Fachgebiet war die Existenzphilosophie.

## Leben
Brecht promovierte 1922 in Freiburg im Breisgau mit einer Arbeit über Stoff und Form des griechischen Spottepigramms (erst 1930 veröffentlicht). Ab 1932 war er Privatdozent an der Universität Heidelberg, ab 1941 außerplanmäßiger Professor. Von 1950 bis zu seiner Emeritierung 1967 war er Professor für Philosophie an der Universität Mannheim. 1952 wurde er von der Universität Heidelberg zum Honorarprofessor ernannt.
Um das Jahr 1919 besuchte Brecht Vorlesungen des jungen Martin Heidegger und veröffentlichte bereits in den 1920er Jahren zahlreiche eigene philosophische Schriften, z. B. Platon und der George-Kreis (1929). Die öffentliche Antrittsvorlesung zu seiner Habilitation, gehalten am 16. Juli 1932 an der Universität Heidelberg, hatte das Thema Der Mensch und die Philosophie. Zahlreiche Publikationen schlossen sich an, z. B. Heraklit, ein Versuch über den Ursprung der Philosophie (1936), Einführung in die Philosophie der Existenz (1948), Schicksal und Auftrag des Menschen; philosophische Interpretationen zu Rainer Maria Rilkes Duineser Elegien (1949) und Die Wirtschaft, das Geld und das Denken (1961).

## Ehrungen
- Träger des Ehrenrings der Stadt Mannheim